# (2346) Lilio
(2346) Lilio est un astéroïde de la ceinture principale découvert le 5 février 1934 par l'astronome allemand Karl Wilhelm Reinmuth. Le lieu de découverte est Heidelberg (024). Sa désignation provisoire était 1934 CB.